# カレンジン語
カレンジン語（カレンジンご）あるいはカレンジン言語群（カレンジンげんごぐん、Kalenjin）とは、密接に関連した方言群である。話者はケニア西部やアフリカ大地溝帯に居住する。話者数はケニアの人口の約18％を占める。カレンジンとは〈私は言う〉という意味の表現に由来し、本来は政治的な用語であったが言語名としても用いられるようになった。このカレンジン言語群にケニアのオモティク語（Omotik）と伝統的にダトーガ語（Datooga）として括られてきたタンザニアの言語群とを加えたものが南ナイル諸語（Southern Nilotic）である（参照: ナイル諸語）。

## 分類
構成言語は以下の通りでケニアのカレンジン語に限れば総話者数4,823,400人（ウガンダのクプサビニィ語とタンザニアのアキエ語は含めない）。各言語の日本語名は特に断りのない限り稗田 (1988a) により、分類は Hammarström et al. (2019a) に基づく。
- 中央カレンジン諸語（Central Kalenjin）
  - キプシギス語（Kipsigis）[sgc] - 1,916,000人(2009年国勢調査)[2]
  - プラトー中央カレンジン諸語（Plateau Central Kalenjin）
    - ケヨ語（Keiyo; 別名: Keyo） [eyo] - 314,000人(2009年国勢調査)[2]
    - テリク語（Terik; 別名: Nyang'ori ニャノリ語） [tec] - 301,000人(2009年国勢調査)[2]
    - ナンディ語（Nandi）[niq] - 949,000人（2009年国勢調査）[2]
    - トゥゲン語（Tugen）[tuy] - 140,000人(2009年国勢調査)[2]
- エルゴン＝マウ・カレンジン諸語（Elgon-Mau Kalenjin）
  - クプサビニィ語[3]（Kupsabiny; 別名: サビニィ語 Sabiny、Sebei）[kpz] - 181,000人（2002年国勢調査）[2]
  - サバオト語（Sabaot、Sebei）[spy] - 241,000人(2009年国勢調査)[2]
    - コニィ方言（Kony; 別名: Koony）
    - ポク方言（Pok; 別名: Book）
    - ボノム方言（Bong'om; 別名: Bong'omeek）
- 北カレンジン諸語（Northern Kalenjin）
  - ポコット語[3]（Pökoot; 別名: ポコト語 Pokot）[pko] - ケニアに633,000人（2009年国勢調査）、ウガンダに70,400人（2002年国勢調査）[2]
  - マルクゥエタ語（Markweeta; Marakuet） [enb] - 180,000人(2009年国勢調査)[2]
- オキエク・アキエ諸語（Okiek-Akie）
  - アキエ語[3]（Akie）[mwy]
  - オキエク語[3]（Okiek; 別名: アキエ語 Akie、キナレ語 Kinare、ソゴオ語 Sogoo）[oki] - 79,000人(2009年国勢調査)[2]

なおかつてはカレンジン言語群に属する言語としてモシロ語（Mosiro）[mwy]、メディアク語（Mediak）[mwx]、キサンカサ語（Kisankasa）[kqh] といったものも報告されていたが、これらは狩猟民ドロボ（Dorobo）の話す複数の言語のうちある同一のものと思われ、ISO 639-3コードの mwy や mwx は対象言語が実在しないことを理由に廃止されるに至った。

## 文法
少なくともキプシギス語、ナンディ語、ポコット語、クプサビニィ語に関しては基本語順はVSO（述語-主語-目的語）であるが、格の標示に声調が関わっており、場合によってはVOS（述語-目的語-主語）の語順も起こり得るという点が共通している。

## 研究史
以下の言語には文法書が存在する。
- クプサビニィ語: O'Brien & Cuypers (1975)
- ナンディ語: Hollis (1909); Creider & Creider (1989)
- ポコット語: Crazzolara (1978); Baroja (1989)

また以下の言語には辞書が存在する。
- キプシギス語: Ng'elechei (1979)
- ナンディ語: Creider & Creider (2001)

## 名前
キプロティチ（Kiprotich）やキプロノ（Kiprono）など、接頭辞 kip- を持つ人名が見られる。

## 関連文献
英語:
- Baroja, Tomás Herreros (1989). Analytical Grammar of the Pokot Language: Kitapu ngala pökot nyo kikir. Bibliotheca Africana, 3. Trieste: Universitá di Trieste. NCID BB22509760
- Creider, Chet A.; Creider, Jane Tapsubei (1989). A Grammar of Nandi. Hamburg: Helmut Buske Verlag. ISBN 3-87118-944-8. NCID BA17169520
- Creider, Jane Tapsubei; Creider, Chet A. (2001). A Dictionary of the Nandi Language. Köln: Rüdiger Köppe Verlag. ISBN 3-89645-134-0. NCID BA62695608
- Crazzolara, J. P. (1978). A Study of the Pokot (Suk) Language. Bologna: Editrice Missionaria Italiana. NCID BB09715076
- Hollis, A. C. (1909). The Nandi: Their Language and Folk-lore. Oxford: Clarendon Press
- Ng'elechei, C. C. (1979). Tikshenari ne bo Kalenjin ak English kotobo tikshenari ne bo English ak Kalenjin / Kalenjin-English, English-Kalenjin dictionary
- O'Brien, R. J.; Cuypers, W. A. M (1975). A Descriptive Sketch of the Grammar of Sebei. Georgetown University Working Papers on Language and Linguistics, 9. Washington, D. C.: Georgetown University Press

ドイツ語:
- Rottland, Franz (1982). Die Südnilotischen Sprachen: Beschreibung, Vergelichung und Rekonstruktion (Kölner Beiträge zur Afrikanistik vol. 7). Berlin: Dietrich Reimer.